# فرانسیس ویلر لومیس
 فرانسیس ویلر لومیس (انگلیسی: Francis Wheeler Loomis؛ زاده ۴ اوت ۱۸۸۹ درگذشته ۱۹۷۶) یک فیزیک‌دان بود.